# Eckartsberga
Eckartsberga è una città di 2 275 abitanti della Sassonia-Anhalt, in Germania.

Appartiene al circondario del Burgenland (targa BLK) ed è parte della comunità amministrativa (Verbandsgemeinde) An der Finne.

## Storia
Il 10 agosto 1990 alla città di Eckartsberga venne aggregato il comune di Lißdorf.

## Geografia antropica

### Suddivisioni amministrative
Eckartsberga si divide in 9 zone, corrispondenti all'area urbana e a 8 frazioni (Ortsteil):
- Eckartsberga (area urbana)
- Burgholzhausen
- Lißdorf
- Marienthal
- Millingsdorf
- Niederholzhausen
- Seena
- Thüsdorf
- Tromsdorf